# Майский (Ишимбай)
Майский — микрорайон города Ишимбая, расположенный в его северо-восточной части, на левом берегу реки Тайрук.
Майский соседствует с микрорайонами № 9, Южным, Тайруком, Алебастровым.

## История
Образовался как Первомайское стихийно в 1930-е годы силами работающих на нефтепромыслах. В начале 1940 населённый пункт вошёл в состав города Ишимбая. В настоящее время это городской микрорайон.
В 2011 году решением Ишимбайского горсовета на территории микрорайона определены границы для осуществления территориального общественного самоуправления.